# Darlingtonia californica
Darlingtonia californica, també anomenada lliri de la cobra és una planta carnívora, és un únic membre del  gènere Darlingtonia de la família Sarraceniaceae. Natiu del nord de Califòrnia i Oregon, creixent en pantans i aigua corrent. És una planta infreqüent a causa de la seva raresa en el camp.

## Taxonomia
La planta va ser descoberta en 1841 pel botànic William D. Brackenridge. En 1853 va ser descrita per John Torrey, que va nomenar el gènere Darlingtonia en honor del botànic William Darlington (1782-1863). Ho va publicar a Smithsonian Contributions to Knowledge 6(4): 5–7, pl. 12. 1853.
El lliri de la cobra prové de la semblança de les seves fulles tubulars amb el cap d'una cobra alçada. Acaba amb una fulla bifurcada, de color groc o púrpura-verdós, que s'assembla els ullals d'una serp.
El "lliri de la cobra" és únic perquè no atrapa l'aigua de pluja en la seva gerra, sinó que la regula dintre bombant des de les seves arrels o expulsant-la, segons convingui. Les seves fulles no produeixen enzims digestius, ja que les cèl·lules que absorbeixen els aliments són idèntiques a les arrels del sòl, confiant en bacteris simbiòtics.
La flor és púrpura groguenca i creix amb una longitud similar a la tija, té cinc sèpals de color verd que són més llargs que els pètals de vermell. Per al seu cultiu, és necessari que el substrat mai superi els 20C° de temperatura, ja que les seves arreles són molt sensibles a calor. S'ha de regar pel 'mètode de la safata', però regant des de dalt amb aigua frígida.